# 樹智子
樹 智子（いつき ともこ、1993年4月13日 - ）は、日本の女優、タレント、モデル、グラビアアイドル、元アイドル。
広島県生まれ、東京都育ち。愛称はともこむ、ともこむ様、こむ。

## 略歴
東京・原宿でスカウトされ、芸能界入り。週刊誌FLASHから生まれた「G☆Girls」のメンバーとなる。担当カラーは白。
活動初期はジオプロモーションに所属し、大学に通いながら役者として活動していた。2014年4月～12月の間、大人系アイドルユニット「buttёrfly.ねっと」3期生として活動。
2015年1月～2016年1月の間「ALLOVERnx」で活動。2015年7月、ミスFLASH2016でファイナリストとなる。
2016年3月26日、G☆Girls加入が発表され、4月2日の撮影会＆オフ会から活動開始。同月、第6代アサ芸シークレットNEWフェイスグランプリ獲得。また同年、SUPER GT300クラス「Audi R8 LMS」 86号車（Audi Team Braille）のレースクイーンとして、萌奈美（現：藤嶋もなみ）、仲村ありさと共に活動する予定だったが、チーム側の納車ができず出場を辞退したため、RQ活動は出来なかった。
2017年3月3日、自身が参加したG☆Girlsの6thシングル「ダイヤモンドラブ （c/w FURACHI）」がtokyo toricoから初めてメジャーリリースされた。8月23日にはメジャー第2弾の7thシングル「熱っ波っ波 c/w TOKYOシンデレラ」がリリースされた。翌8月24日には「FLASH presents写真集争奪オーディション 第5弾」でグランプリを獲得。11月23日、G☆Girls 5thワンマンライブ「PROGRESS」を開催。
2018年2月9日、光文社より写真集「いつか、きっと・・・」発売。9月16日、G☆Girls 6thワンマンライブ「G☆Girls LIVE VI -ONE & ONLY-」を開催し、この日でG☆Girlsは解散となった。11月28日、サンスポアイドルリポーター（現・スロパチアイドルリポーター： SIR）8期候補生となり、選考の結果準グランプリを獲得して2019年1月28日より正規メンバーとなった。
2020年のSUPER GT 300クラス「RUNUP RIVAUX GT-R」360号車のレースクイーンとして、同じ事務所の鈴乃八雲と共に活動することが発表され、自身4年越しのRQ活動が実現したが、新型コロナウイルスによる緊急事態宣言の影響でレーススケジュールが変更され、前半4戦は無観客で開催されたため、RQデビューは2020年10月3-4日の第5戦富士スピードウェイからとなった。また4月20日の卒業公演でサンスポアイドルリポーターを卒業することが予告されたが、こちらも新型コロナウイルスによる緊急事態宣言の影響で延期され、6月8日にツイキャスによる無観客配信ライブで卒業公演を行った。同年12月13日、サンスポレースクイーンAWARD2020で準グランプリを獲得したことが発表された
。
2021年7月28日に、8月より再結成されるKNU oNEWの緑担当としてデビューすることが予告され、8月22日に開催された対バンライブ「GIRLS×GIRLS×GIRLS ~KNU oNEW お披露目Night!~」より活動を開始した。
2022年7月31日、椎名あきと共に8月25日の定期公演でKNU oNEW卒業を表明。

## 人物
- 趣味は一人で散歩、知らない駅を散策、芸術鑑賞。音楽が好きでクラシックホールやライブハウスによく行く。宝塚歌劇団と女性アイドルが好きでライブや特典会に通っていたという。宝塚歌劇団のファンクラブにも入っていて、入り待ち・出待ち・お茶会も熱心に参加している。
- 好きなキャラクターは、ゆるキャラのにしこくん、ディズニーキャラクターのチャンドゥとチップ&デール、サンリオのシナモロール。嫌いな食べ物は苺、いんげん、セロリ。
- 特技は、柔軟とダンスと楽器演奏。幼少期から7年間新体操を習っていた。
- 楽器は主にトランペット（名前：ジロー）を特技にしていて、コンクールでも金賞受賞。他
- サンスポアイドルリポーターにおけるイメージカラーはブルー・ハワイ。キャッチコピーは「胸熱！未来は青天井！ 天然系マイナスイオンで癒します」。
- 歌手の藤田恵名と仲が良く、2017年4月16日に行われた自身の生誕祭LIVE[動画 3]では、ゲスト出演した藤田が「ともこむソング」を即興で披露した[21]。

## 出演

### テレビ
- 東京MXテレビ「第二回す紅白歌合戦」
- スカパー! Ch.663「革命！グラドル新党」
- スカパー! Ch.663「idolファンタジー」
- テレビ埼玉「ウタ娘」
- 東京MXテレビ「東京オーディション (仮)」
- テレビ朝日 連続ドラマ「警視庁・捜査一課長」11話
- フジテレビ「好きな人がいること」1話
- 東京MXテレビ「開店!SIRのパチスキ!」
- ニューヨーク恋愛市場（2022年12月13日 abemaTV ※有料）#54：ホテルでの甘い思い出調査♡＆グラドルと合コンゲーム[22] ゲスト：RIPガールズ（水沢まい、樹智子、堀江りほ、桃々さや)

### インターネット放送
- マシェバラ生放送
- 妄想マンデー（2016年6月13日、AbemaTV）
- モヤさまネット・オリコンツ ムチムチVSしこしこ 炎の軍団対抗戦（2018年4月22日、Paravi）
- どぶろっくの金曜The NIGHT（2019年2月9日、AbemaTV[23]）
- 360°まる見え! VRアイドル水泳大会（2019年9月13日、フジテレビオンデマンド）[24]
- 全裸監督2（2021年6月24日 全話配信、Netflix） - 第3話

### ラジオ
- スマホ放送局 WALLOP放送局　レギュラー冠番組「てふバラ！！」
- 下北FM「アイドルライブ情報部☆」

### モデル
- TOKYO SHIBUYA COLLECTION 2014
- GOSSIPWAY2015 （ファイナリスト）

### 舞台
- 別世界カンパニー「ロミオとジュリエットの喜劇！？」（2013年、曳舟・曳舟文化センター） - 筧 役
- 東京パフォーマーズ倶楽部「浅草あちゃらか」（2013年、六本木・俳優座劇場） - サチ 役
- 劇団チキンハート「房総学園七不思議」（2015年、新宿・新宿シアターモリエール ）特別ゲスト出演
- 東京パフォーマーズ倶楽部「浅草あちゃらか」（2016年、新宿・新宿サンモール）- すみれ 役
- 爆走おとな小学生「46億年ゼミ」（2017年、中目黒・キンケロ・シアター）-京華 役
- 「舞台版まいっちんぐマチコ先生 〜こんな世界に誰がした？？世直しバック・トゥ・ザ・ティーチャーの巻」（2018年、築地・築地本願寺ブティストホール）- 埼玉ツナイ役
- 爆走おとな小学生「あたしをくらえ」(2018年、新宿・新宿村LIVE) - ミシェラン役
- 劇団SPACE☆TRIP 「地球防衛レストラン 2〜地上へ怒りの挑戦状！蘇った地底の記憶〜」(2018年、新宿・新宿STARフィールド) - 喜多嶋メイ役
- 舞台版まいっちんぐマチコ先生～令和元年スタート!YOU タチニツグ!シン・ニホンジンハダレダ！の巻～（2019年5月2日 - 6日、ブディストホール） - ショウ・ジョジダイ役
- E-Stage Topia「亡国ニ祈ル天ハ、アラセラレルカ」[25]（2022年3月9日 -13日、中野ザ・ポケット） - 飛鳥明子役[26]
- くろばら少女地獄vol.8『Gothic&Lolita Fantasia』（2022年5-6月、三栄町LIVE） - サラ役[27]

### 映画
- 神霊道士
- 異物 -完全版-（2022年1月15日、Vandalism）

### イベント
- AnimeJapan 2015（東京ビッグサイト）日本工学院ブース
- 東京ゲームショウ（幕張メッセ）
  - 2015年：日本工学院
  - 2022年：cluster
- 豊丸産業「CRウサビッチ パチンコの時間」プレス発表会 サンプリングガールズ　ゲスト出演
- TOKYO GRAVURE IDOL FESTIVAL 2017（2017年8月4日 – 6日、TOKYO IDOL FESTIVAL 2017　GRAND MARKET）[28]
- TOKYO BOYS COLLECTION2018

### CD
- 「Re:サムサラ」buttёrfly.ねっと
- 「超えてけエブリシング」ALLOVER
- 「全力でベルマーレ」ALLOVER
- 「ダイヤモンドラブ （c/w FURACHI）」G☆Girls（2017年3月3日発売、tokyo torico）
- 「熱っ波っ波 （c/w TOKYOシンデレラ）」G☆Girls（2017年8月23日発売、tokyo torico）
- 「Raise a Flag（c/w 春の風が吹く街に）」G☆Girls（2018年3月14日発売、tokyo torico）

## 作品

### 写真集
- いつか、きっと…（2018年2月8日、光文社、撮影：岩松喜平）ISBN 978-4334902254[29]

### イメージDVD
※太字タイトルはBD版同時発売
- 君と二人で（2018年11月20日、ラインコミュニケーションズ）[30][31]
- 神様がくれた恋（2019年10月13日、サウスキャット）[32][33]
- ワタシを抱いて（2022年6月28日、エアーコントロール）[34]
- 秘密の果実（2023年4月26日、スパイスビジュアル）[35]
- 樹智子vs仮想エロス（2024年5月28日、エアーコントロール）[36]
- 好きなことして（2024年10月25日、竹書房）[37]
- vs仮想エロス part2（2025年7月22日、エアーコントロール）[38]

### 動画
1. ↑  マシェバラ【ミスFLASH2016】樹智子インタビュー - YouTube（2015年9月5日）2020年7月25日閲覧。
2. ↑  【SIR8期候補生】樹智子【紹介動画】 - YouTube（2018年11月30日）2020年12月20日閲覧。
3. ↑  樹智子ちゃん感謝のメッセージ付き♪G☆Girls主催LIVE「樹智子生誕祭」レポート - YouTube（2017年4月16日・Shibuya O-Crest）2020年7月25日閲覧。